# Tarnawa Dolna (województwo małopolskie)

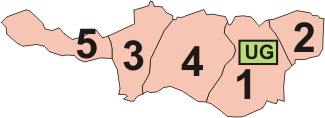
Tarnawa Dolna (4.) na planie gminy Zembrzyce

Tarnawa Dolna – wieś w Polsce nad rzeczką Tarnawką, położona w województwie małopolskim, w powiecie suskim, w gminie Zembrzyce.

## Historia
Tarnawa Dolna powstała w XIV w. podczas akcji kolonizacyjnej Mikołaja z Benkowic. W XVI w. jej posiadaczem był Jan Przypkowski. Na początku XVII w. Tarnawa drogą kupna przeszła w ręce Komorowskich i należała do każdorazowych posiadaczy ziem suskich. W latach 1772–1918 Tarnawa Dolna była wioską w Galicji austriackiej w obwodzie wadowickim. W 1867 r., po podziale obwodów na powiaty, Tarnawa Dolna została przyłączona do powiatu żywieckiego, a od 1891 r. należała do powiatu wadowickiego. W 1880 r. wieś liczyła 281 domów i 1862 mieszkańców. W 1890 r. 292 domy i 2104 mieszkańców: 1007 mężczyzn i 1097 kobiet. Tarnawa stanowiła ówcześnie własność hr. Branickiego. Wieś miała dwie karczmy, folwark oraz murowany kościół wystawiony w 1880 r. na miejscu wcześniejszej kaplicy drewnianej. Kaplicę tę wybudował w 1845 r. Jan Wielopolski. Osadzono w niej wikarego, który podlegał proboszczowi w Mucharzu. We wsi istniała także szkoła. Na przełomie XIX i XX w. nastąpiła emigracja części mieszkańców wsi do Ameryki. W 1939 r. Tarnawa Dolna została włączona do powiatu bielskiego w Rzeszy (granica z Generalnym Gubernatorstwem biegła wzdłuż pobliskiej rzeki Skawy). Nazwę wsi okupanci zmienili na Nieder Tarnau. W lipcu 1943 r. Niemcy dokonali deportacji mieszkańców wsi do obozów pracy przymusowej w Rzeszy, a na ich miejsce sprowadzono osadników niemieckich. Od zakończenia wojny w 1945 r. do 1975 r. Tarnawa Dolna znajdowała się w województwie krakowskim. W latach 1975–1998 miejscowość położona była w województwie bielskim. 22 lutego 1959 r. w Tarnawie Dolnej przebywał biskup Karol Wojtyła, późniejszy papież, który poświęcił polichromię i witraże w lokalnym kościele.

## Obiekty zabytkowe

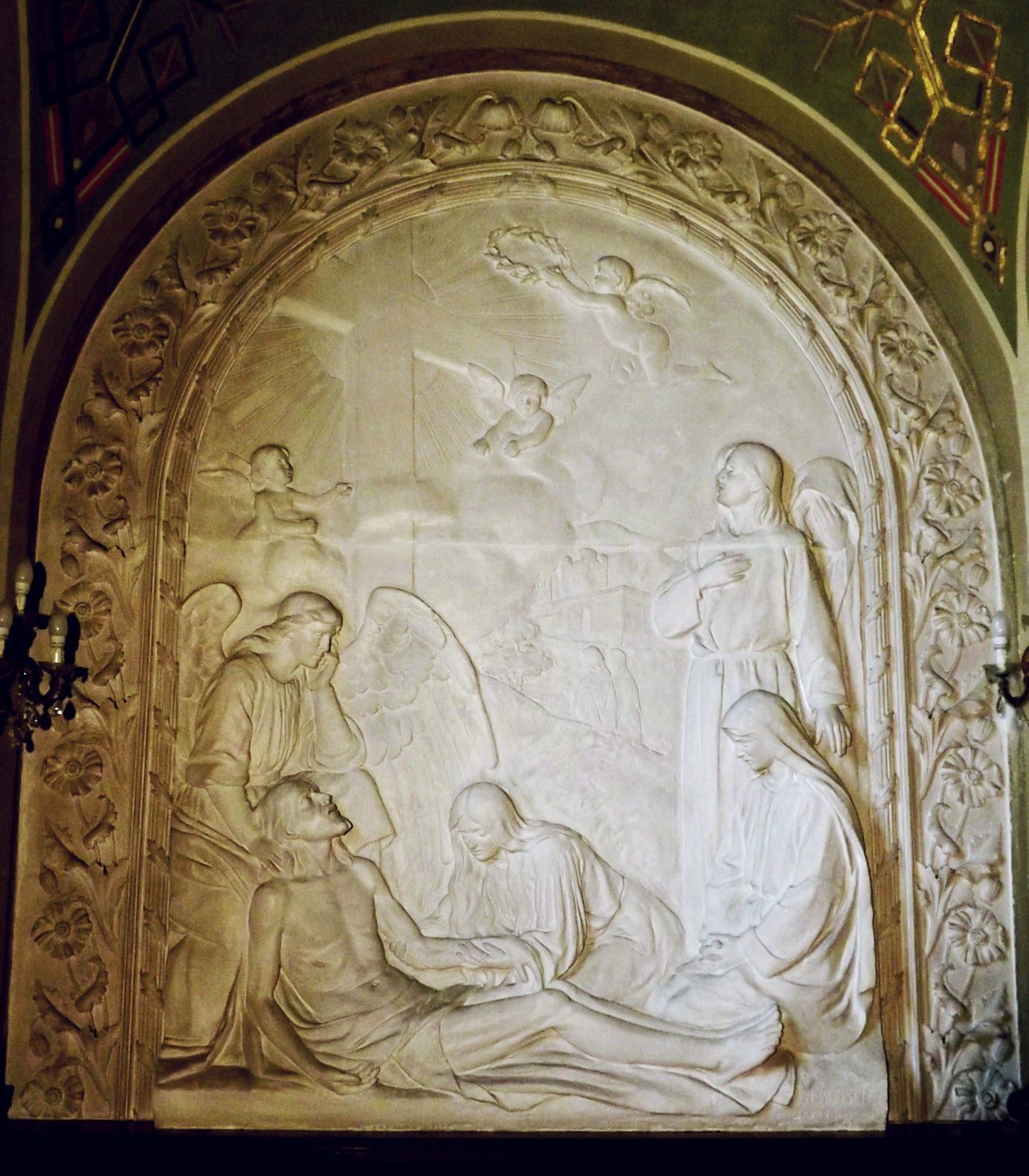
Zdjęcie z Krzyża (1904) – płaskorzeźba Alojzego Bunscha

- Kościół parafialny pod wezwaniem św. Jana Kantego – obecny budynek został wzniesiony w latach 1878-1882, w stylu neoromańskim. Wewnątrz znajduje się wielka płaskorzeźba Zdjęcie z Krzyża z roku 1904 autorstwa krakowskiego rzeźbiarza Alojzego Bunscha[9], będąca pierwotnie głównym elementem dekoracji secesyjnej kaplicy Hulimków w Mycowie[10], przeniesiona następnie do Tarnawy Dolnej.
- Kapliczka przydrożna ufundowana przez parafian tarnawskich w 1910 r.[11]